# Блэк, Боб
Боб Блэк (англ. Bob Black, Чарльз Роберт Блэк-младший (англ. Robert Charles Black, Jr.); род. 4 января 1951, Детройт) — американский публицист, автор эссе «Упразднение работы», «Анархизм и другие препятствия для анархии», «Феминизм как фашизм» и других анархистских работ. Известен своими конфликтами и резкой критикой оппонентов, в особенности внутри анархистского движения (в эссе «Анархизм и другие препятствия для анархии» — современных американских левых и анархистов, в «Либертарианце как консерваторе» — либертарианцев, в «Антиядерном терроре» — движение против АЭС). Доктор (1977).

## Биография
Окончил Мичиганский университет и Джорджтаунскую юридическую школу. Позднее окончил Калифорнийский университет в Беркли, магистр права. В студенческие годы разочаровался в новых левых, сильно увлёкся анархизмом, утопическим социализмом, коммунизмом рабочих советов и другими левыми течениями, критиковавшими как марксизм-ленинизм, так и социал-демократию. В 1977 году получает степень доктора юриспруденции и переезжает в Сан-Франциско, где увлёкся издательским и культурным андеграундом, писал рецензии и критические статьи о так называемой «маргинальной среде».  В середине 80-х «Лумпаникс» издает первую книгу Блэка — сборник «Упразднение работы и другие эссе». С 1988 года живёт на севере штата Нью-Йорк.

## Литературные работы
Боб Блэк написал эссе «Упразднение работы», критику работы в современном обществе. Боб Блэк предлагает упразднить работу (см. Отказ от труда) и заменить её на игру. Предлагаемая Блэком альтернатива — не безделье, а иная организация труда. Боб Блэк осуждает принудительный труд, и предлагает заменить его на труд добровольный. Блэк отсылает читателя к исследованию антрополога Маршалла Салинса, в котором описываются охотники-собиратели, работающие по четыре часа в день.
В эссе «Анархизм и другие препятствия для анархии» Блэк критикует современных американских левых и анархистов. В «Феминизм как фашизм» рассматривает радикальный феминизм как фашизм и женский шовинизм. В эссе «Оглядываясь на Покидая двадцатый век — реализация и подавление ситуационизма» Боб Блэк анализирует ситуационизм.
Боб Блэк написал книги: «Упразднение работы и другие эссе» (1985), «Огонь по своим» (1992), «Под подпольем» (1994), «Анархия после левизны» (1996), и другие. Московское издательство «Гилея» издало часть его работ в сборниках "Анархизм и другие препятствия для анархии" (2004) и "Анархия и демократия" (2014). Хотя Боб Блэк не является анархо-примитивистом, в двух его работах («Упразднение работы» и «Первобытное изобилие») упоминается первобытное общество (например, племя бушменов), в котором люди очень мало работают по сравнению с жителями цивилизованного общества.
Хаким Бей (о котором писал Блэк в эссе «Марко Поло фундаменталистского подполья») в статье «Пост-анархистская анархия» упоминает две идеи Боба Блэка (анархизм «третьего типа» и отмену работы) в качестве пунктов программы Ассоциации онтологического анархизма.

## Критика
Кирби Олсон в статье «Боб Блэк — охотник за бабочками» так писал о Бобе Блэке:

Блэк меня удивил: судя по его ругательным статьям в маргинальной прессе, я ожидал кого-то вроде Крысы Финка из текстов Большого Папы Рота — налитые кровью глаза, копыта, обернутый вокруг них розовый хвост.
Кто этот умный, общительный парень в голубой рубашке, синих вельветовых брюках, черных туфлях, с позолоченными часами? Хотя ему было почти сорок, в мягких коричневых волосах не было заметно никакой седины; лицо большое, но приятное, верхние зубы чуть выдаются вперед; он все время прочищал горло и носил большие толстые очки; руки большие, ухоженные; был довольно вежлив, часто улыбался.

По утверждению Михаила Вербицкого, именно Боб Блэк придумал слово «феминаци».

## Сочинения

### Книги
- Анархизм и другие препятствия для анархии. — М.: Гилея, 2004.
- Анархия и демократия / Пер. с англ. А. Умняшова под ред. С. Михайленко. — М.: Гилея, 2014.
- Миф о правах человека / Пер. с англ. А. Умняшова. — б.м.: Издательские решения, 2019.
- Дополнение к „Упразднению работы“ / Пер. с англ. А. Умняшова. — б.м.: Издательские решения, 2020.
- Только анархизм: Антология анархистских текстов после 1945 года / Сост. Боб Блэк, пер. с англ. и фр. В. Садовского и др. М.: Гилея, 2020
- Хомский без церемоний / Пер. с англ. А. Умняшова. — б.м.: Издательские решения, 2021.
- Правосудие первобытное и современное: разрешение споров в анархистских и государственных обществах / Пер. с англ. А. Умняшова. — б.м.: Издательские решения, 2022.

### Статьи
- Анархизм и другие препятствия для анархии
- Анархия для абитуриентов // Новый Свет - №№ 63, 64.
- Либертарианец как консерватор
- Первобытное изобилие
- Упразднение работы